# Джон Гулд Флетчер
Джон Гулд Флетчер (англ. John Gould Fletcher; 3 січня 1886, Літл-Рок, Арканзас — 20 травня 1950) — американський письменник і поет-імажист, лауреат Пулітцерівської премії.

## Біографія
Флетчер народився в місті Літл-Року в поважній родині. Після навчання в Академії Філліпса, Флетчер продовжив освіту в Гарвардському університеті з 1903 по 1907 роки.
Більшу частину свого життя Флетчер прожив в Англії. Живучи в Європі, Флетчер зійшовся з Емі Лоуелл, Езрою Паундом і іншими поетами-імажистами. Тут же у нього почався роман з Флоренс Емілі Дейзі Арбутнот, до шлюбу Гулд, яка на той момент була одружена, а стосунки з Флетчером стали пізніше причиною її розлучення. Флетчер і Арбутнот одружилися 5 липня 1916 року, спільних дітей у них не народилося, але діти Флоренс від першого шлюбу жили з ними.
Серед ранніх творів Флетчера відзначають «Irradiations: Sand and Spray» (1915) і «Goblins and Pagodas» (1916). У більш пізній період творчості поезії, Флетчер повертається до традиційних поетичних форм. Сюди належать такі твори, як «The Black Rock» (1928), поетична збірка «Selected Poems» (1938), за яку в 1939 році Флетчеру була присуджена Пулітцерівська премія, а також збірник «The Burning Mountain» (1946).
Пізніше Флетчер повернувся в Арканзас, де його поезія стала більш традиційної для північноамериканських штатів.
У Флетчера була депресія. 20 травня 1950 року він наклав на себе руки, утопившись в ставку неподалік від свого будинку в Літтл Рок (Арканзас).